# Antonio Lanusse
Antonio Roberto Lanusse (Buenos Aires, 21 de enero de 1913 - Río de Janeiro, 15 de octubre de 1987) fue un ingeniero argentino, que ocupó el cargo de ministro de Defensa de la Argentina durante la dictadura de Juan Carlos Onganía entre 28 de junio de 1966 y 11 de marzo de 1967.

## Biografía
Era primo del teniente general Alejandro Lanusse, que se desempeñaba como jefe del Tercer Cuerpo del Ejército durante la presidencia de Onganía. 

## Trayectoria
Durante su gestión como ministro buscó que las fuerzas armadas argentinas adquiriesen material bélico en Estados Unidos, pero la negativa del general Julio Rodolfo Alsogaray, jefe del Ejército lo llevó a la renuncia. Además, la Fuerza Aérea retuvo a Aerolíneas Argentinas bajo su control, evitando que quedase en ámbito de la Secretaria de Transporte de su ministerio. Tenía el plan de convertir a la empresa estatal en una sociedad anónima, con mayoría de capital estatal.
Fue vicepresidente del Banco Baires, y fue procesado en un caso de defraudación al estado conocido como Mafia del Oro, que inicialmente investigó el fiscal Pablo Lanusse, pariente lejano.